# إليفيلتون ألفيس روفينو
إليفيلتون ألفيس روفينو (Elivélton Alves Rufino) (31 يوليو 1971 في البرازيل – )؛ هو لاعب كرة قدم سابق كان يلعب كلاعب وسط. يلعب مع منتخب البرازيل لكرة القدم منذ عام 1991.

## وصلات خارجية
- إليفيلتون ألفيس روفينو على موقع الاتحاد الأوربي (الإنجليزية)
- إليفيلتون ألفيس روفينو على موقع رابطة كرة القدم اليابانية للمحترفين (اليابانية)
- إليفيلتون ألفيس روفينو على موقع قاعدة بيانات كرة القدم.إي يو (الإنجليزية)
- إليفيلتون ألفيس روفينو على موقع ناشيونال فوتبول تيمز (الإنجليزية)
- إليفيلتون ألفيس روفينو على موقع Soccerway.com (الإنجليزية)
- إليفيلتون ألفيس روفينو على موقع عالم كرة القدم.نت (الإنجليزية)

- National Football Teams